# Vestfossen

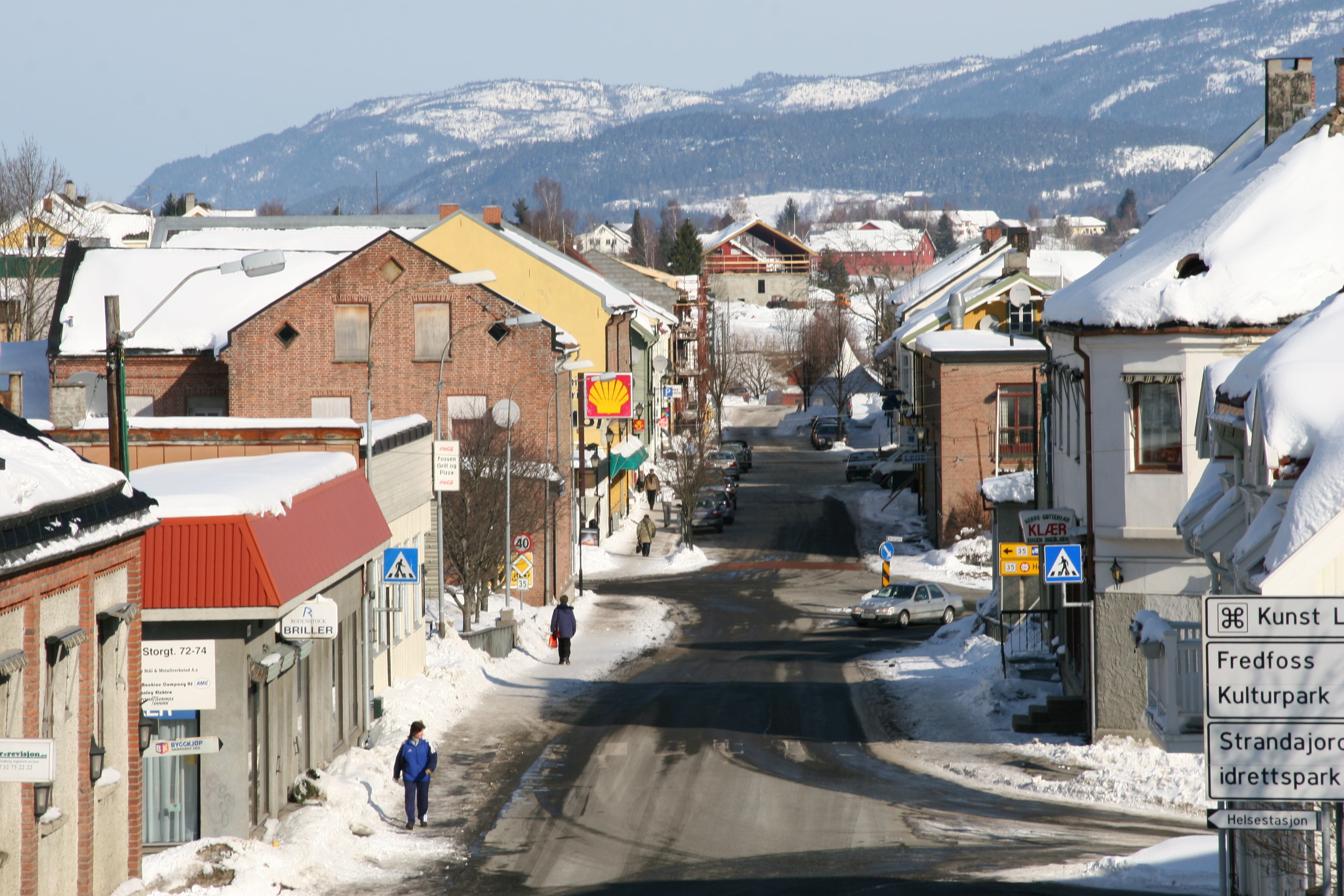
Storgata sedd från Råenbakken.

Vestfossen är en tätort i Øvre Eikers kommun i Buskerud fylke i sydöstra Norge. Orten är en tidigare bruksort med traditioner som sträcker sig tillbaka till 1500-talet. Det som nu är Fossesholms herrgård i orten blev då huvudgård för ett varulager med ett omfattande engagemang för sågverksamhet. Senare tillkom andra typer av industri. Bland dess dominerade från slutet av 1800-talet fabrikerna Vestfos Cellulose och Fredfos Uldvarefabrik.
Runt 1970 blev Vestfossen drabbat av en industrikris som har lett till nedläggning av dessa fabriker. Stora delar av den industriella infrastrukturen på orten blev sedan stående oanvänd i lång tid. Efter år 2000 har en satsning av kultur lett till att flera kulturinstitutioner har etablerat sig på orten, och Vestfossen kallar sig själv nu för "Kulturhuvustaden".

## Geografi

### Vestfossälven

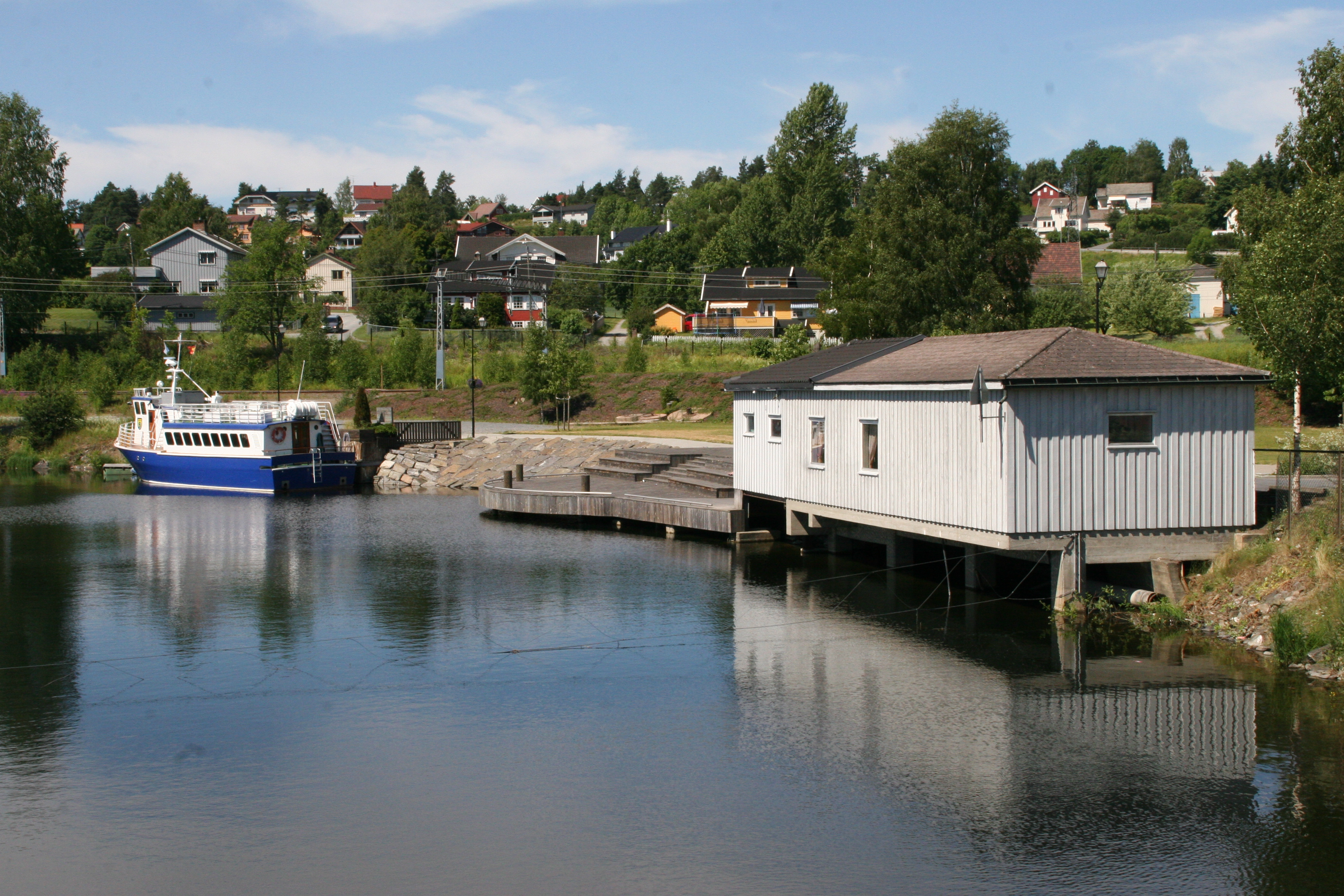
Vestfosselva i "Hølen".

Genom Vestfossen rinner Vestfosselva, som strömmar ut från de två sammanhängande insjöarna Fiskumvannet och Eikeren. Vestfosselva, som är Drammenselvas största biflod, delar orten i två delar; Foss-sidan i syd, och Sems-sidan i norr. I centrum bildar Vestfosselva en liten bassäng kallad "Hølen". Därifrån går den över i en fors, som har samma namn som orten. Den fors är uppdämd och har ett kraftverk. På nedersidan av forsen går älven vidare till Hokksund, där den delar sig i två bifloder, som bägge rinner ut i Drammenselva.

### Bebyggelse
Foss-sidan har en gammal värdig bebyggelse som heter Fosshaugen, eller av den äldre lokalbefolkningen bara kallad "Hauen". Kommunen hjälper till med en arkitekt för att bevara den gamla stilen når ägarna vill renovera de gamla husen. Områdena utanför centrum har namn i folkmun som "Vesle-Sverige", ett område med tidigare arbetsbostäder för fabriksarbetare från Sverige. I Vestfossen finns det också platser som kallas för "Mexico", "Geitebyen" och "Island". Namnet Island kommer av att i området längs älven fraktades det i gamla dagar stora isblock från älven till iskällaren i vestfossen för lagring i sågspån. Detta var innan det moderna kylskåpets tid, och isen användes i dåtidens kylskåp. I likhet med Moskva har Vestfossen också "Röda torget". Detta torg fick namnet i folkmun efter de många kommunister som fanns i Vestfossen runt det området. Vestfossen har även ett parkområde med en musikpaviljong från 1926.

## Samhället

### Transport

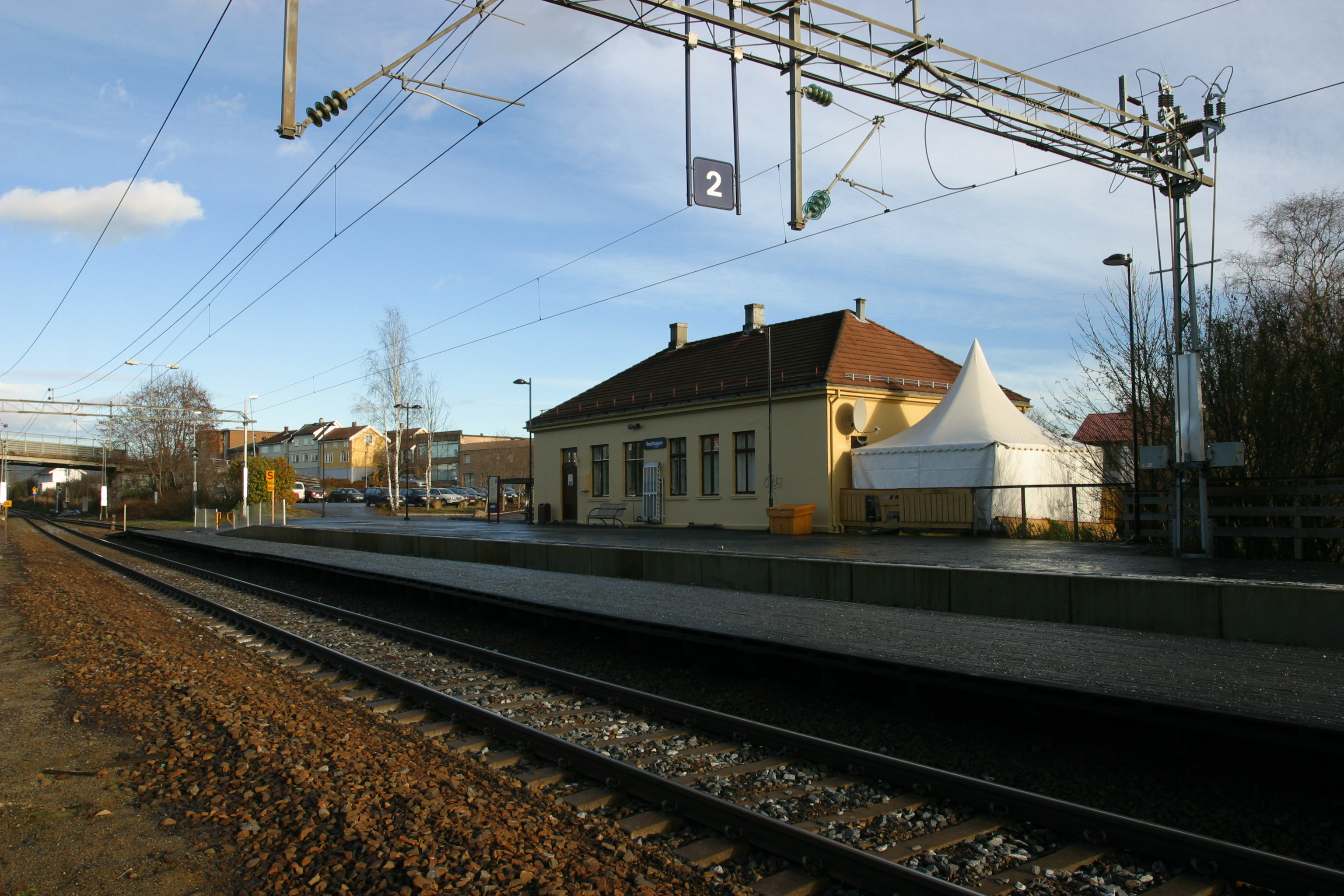
Vestfossens järnvägsstation.

På Sems-sidan ligger Vestfossens järnvägsstation. Den öppnades 1871, och har varit obemannad sedan 1982. Den är en del av järnvägsförbindelsen mellan Kongsberg och Eidsvoll. En tågresa med lokaltåg mellan Oslo Sentralstasjon och Vestfossen på denna sträckning tar en timme.
Europaväg 134 från Drammen eller Kongsberg har en avfart till och från Vestfossen. Härifrån är det mot väst ca 20 kilometer till Kongsberg, och mot öst ca 30 kilometer till Drammen och 70 kilometer till Oslo. Fylkesväg 35 går genom orten, och därefter vidare söderut längs Eikeren och in i Vestfold i riktning mot Tønsberg. Från Vestfossen till Tønsberg er det ca 70 kilometer.  
På sommaren trafikerar turistbåten M/S "Eikern" Fiskumvannet och Eikeren mellan Vestfossen och Eidsfoss. Resan startar i Vestfossen, och gör ett två timmars stopp i Eidsfoss. Båten tar 63 passagerare, och turen varar i ca 6 timmar.

### Skolor
Vestfossens ungdomsskola byggdes 1970 som en omdesign och utbyggnad av den tidigare Vestfossens folkskola. Skolan har 237 elever (2003). Vestfossens folkskola blev ursprungligen renoverad 1961 från att tidigare ha varit en tvåvånings tegelbyggnad. Detta året blev skolan centraliserad, och elever från Røkebergs och Lundes skola överfördes till Vestfossens folkskola. 
Skolans närmaste granne är Vestfossens barnskola, som byggdes 1969, också som en utbyggnad till folkeskolekomplexet. Barnskolan har 316 elever (2003). Det finns även en kulturskola i kommunen, Øvre Eikers kommunala musik- och kulturskola. Den grundades 1998, och har ca 238 elever. Den har i Vestfossen befunnit sig i Arena Vestfossens lokaler sedan 2006.

### Fotnoter
1. ↑  ”Tettsteder. Folkemengde og areal, etter kommune. 2022.”. Statistisk sentralbyrå. https://www.ssb.no/befolkning/statistikker/beftett/aar#relatert-tabell-4. Läst 15 december 2022.
2. ↑  ”Tettsteder. Folkemengde og areal, etter kommune. 2022.”. Statistisk sentralbyrå. https://www.ssb.no/befolkning/statistikker/beftett/aar#relatert-tabell-4. Läst 15 december 2022.
3. ↑  Ek, Elektrisiteten på Øvre Eiker, 2005, s. 83
4. ↑  Broschyr om Kulturhuvudstaden Vestfossen, 2006
5. ↑  «Vestfossen ungdomsskole», Øvre Eiker kommuns hemsida, 24 september 2003
6. ↑  Lions Øvre Eiker Kalender, 1972-75, s. 47
7. ↑  «Vestfossen Barneskole», Øvre Eiker kommuns hemsida, 24 september 2003